# Герн, Жан-Жакоб

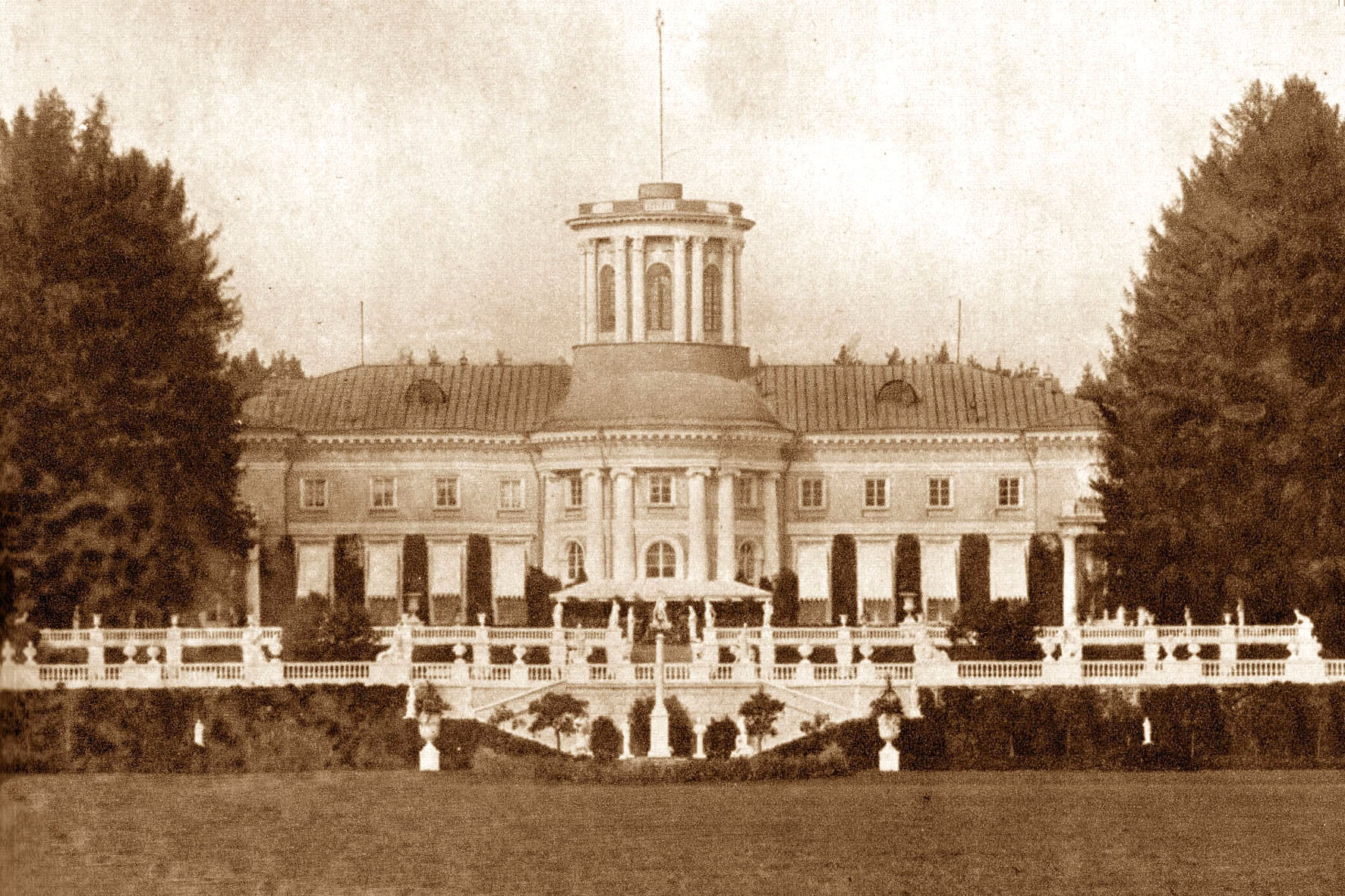
Голицынский дворец в Архангельском

Жан-Жакоб Герн (фр. Jean Jacob Guerne; 1743 — 7 мая 1797) — французский и российский архитектор. Ученик архитектора Моро-Депру, лауреат Римской премии 1769 года. Был активен до Французской революции.

## Биография
Родился в Париже в 1743 г. или 1748 году в кальвинистской семье. Отец — Абраам Герн (Abraham Guerne), плотник из Парижа, мать — Мари Дюбю (Marie Dubut). Имел двух братьев и двух сестер. Учился архитектуре под руководством французского архитектора П.-Л. Моро-Депрю. В декабре 1765 года со своим проектом «Бальный зал» принял участие в соревновании Королевской Академии архитектуры и получил премию. Известный архитектор Ж.-Ф. Блондель высоко оценил его способности, но счел его слишком самоуверенным (). Герн четыре раза участвовал в конкурсе на Римскую премию, которую он наконец получил в 1769 году со своим сюжетом «народное гуляние, в основе которого находится храм Гименея для брака самодержца». Сюжет навеян грядущим бракосочетанием дофина (будущего Людовика XVI) с Марией-Антуанеттой Австрийской. Учитывая его протестантское вероисповедание, Герну отказали в дипломе, который позволил бы ему стать пансионером Французской Академии в Риме. Чтобы не подвергать опасности отца, который работал тогда на строительстве «Королевской оперы» в Версале, Жакоб решил не беспокоить его просьбами, а сам отправился за свой счет в Италию. Путешествовал с Жаном-Филиппом Лемуаном де Кузоном, изучавшим античные памятники. Нашел друзей в Палаццо Манчини, где рисовал с ними натурщиков. В кругу захваченного палладианством Жана-Арно Ремона Герн познакомился с Джакомо Кваренги.
После возвращения в Париж молодого архитектора назначили инспектором по вопросам городского строительства с жалованием 1 800 ливров. На службе, под руководством своего учителя Моро-Депрю, сотрудничал с М.-Ж. Пером Лене, Ж. О. Маркизом и П. Т. Бараге. В 1769 году его отец купил у города участок между Оперной кладовой, улицей де Бонди и новым бульваром Сен-Мартен (с 1781 года — «Оперный бульвар»). Жакоб построил там первое имение с восьмиугольным двором, который взял в аренду посол Венеции Даниэль Дофин («Венецианский особняк»). Архитектор отмечал это достижение, когда впервые выставлял свою кандидатуру в Академию в ноябре 1777 года. 10 мая 1777 своим постановлением Совет при короле (Conseil du roi de France) обязал город отдать Гернам ещё один участок, на котором они построили особняк, предназначенный для эшевена Жоливе де Ванна (Jolivet de Vannes). Этот дом, украшенный портиком ионического ордера со стороны бульвара, запечатлен гравером Ж.-Ф. Жанине на гравюре по рисунку архитектора Ж. Н. Л. Дюрана. В 1780 году Герн создал проект загородного дворца (château d’Arcangelsky) по заказу российского вельможи князя Н. А. Голицына, за который получил 1 200 ливров.
Эдикт «О веротерпимости» 7 ноября 1787 года способствовал активности архитектора. Он работает над украшением готического клироса Санлисского собора (Cathédrale Notre-Dame de Senlis), для чего по специальному заказу скульптор Ж. Г. Муатт исполнил статую Св. Регула (украшение уничтожено во времена Революции). Секретарь Академии Н.-Ж. Седен представил Академии свой проект отделки Ланского собора (Cathédrale Notre-Dame de Laon). В марте 1792 года голосование принесло К.-Н. Леду первый разряд Королевской Академии, а Герну второй, но общество вскоре распалось — в следующем году Академию ликвидировали.
Жакоб Герн и его жена владели в Швейцарии, на Бильском озере, домом «Рокхолл» (Rockhall), где они провели зиму 1790—1791 годов. Герн вызвал подозрение как совладелец оружейной мануфактуры, поэтому он благоразумно решил эмигрировать. У него отобрали оба имения Оперного бульвара и объявили их национальным достоянием. Указом от 5 флореаля 2-го года (24 апреля 1794), Конвент решил строить на их месте Народные арены. Но архитектурный конкурс, лауреатом которого был некий Лаюр, доказал, что участок слишком узкий для такого грандиозного строительства. «Венецианский» и «Ваннский» особняки были превращены в доходные дома.
Точных сведений о его дальнейшей жизни нет. Согласно французским источникам, Герн продолжил свою карьеру в России, на службе у императора Павла I, который предоставил ему дворянство. Но российские источники не подтверждают приезд архитектора в Россию.
Умер в Париже 7 мая 1797 года в своем доме на улице Бонди.

## Здания
- Во Франции по проекту Герна построены: «Венецианский» (hôtel de Venise) и «Ваннский» (hôtel de Vannes) особняки на бульваре Сен-Мартен в Париже.
- В России по проектам Герна построены: дворец в подмосковной усадьбе Архангельское (château d’Arcangelsky), и, предположительно, «Белый домик» в усадьбе Никольское-Урюпино. По французским источникам существуют малоизвестные проекты в Saint-Michele, Гатчине, Павловске.